# Olite

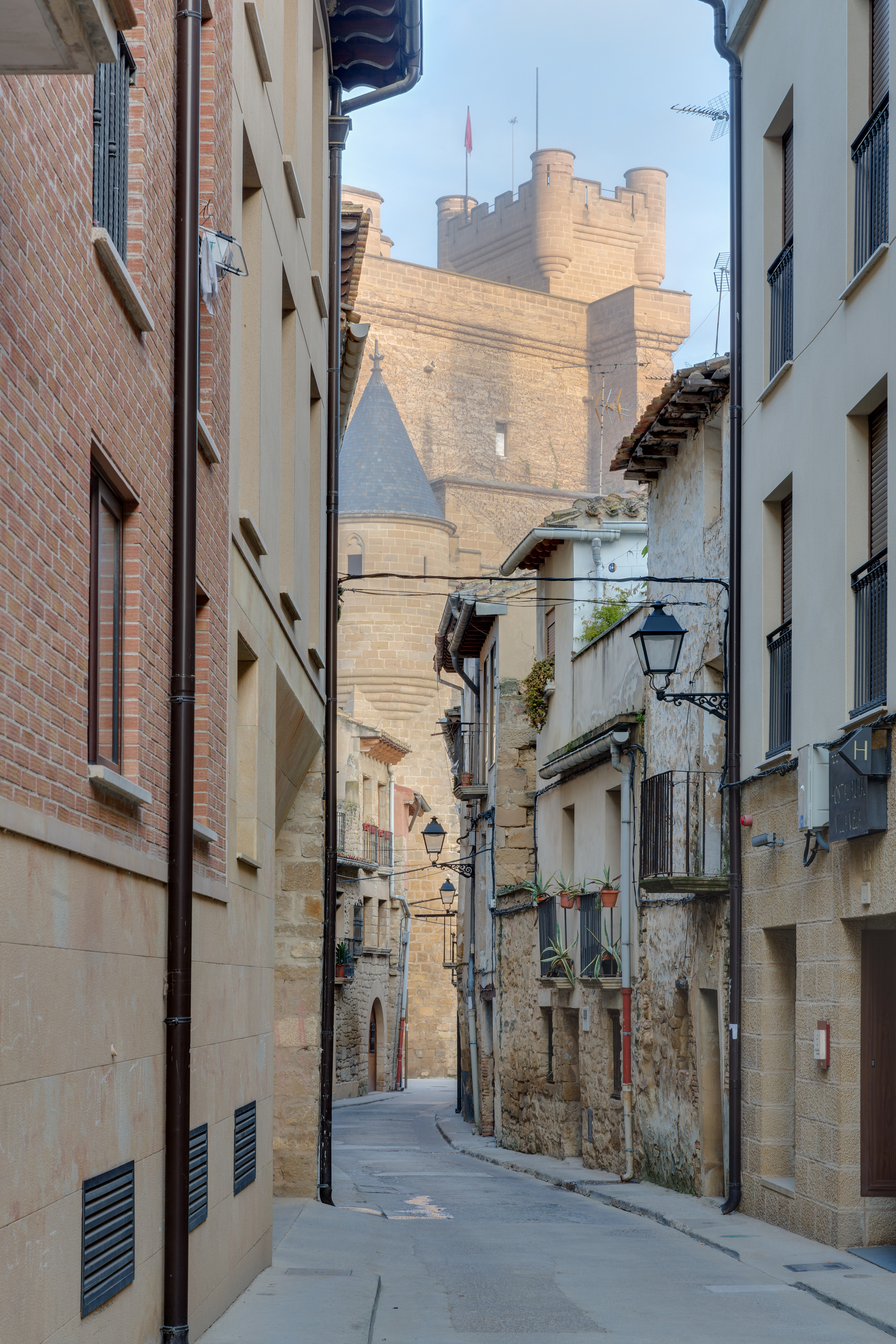
Vista del Palacio Real de Olite desde la calle Villavieja

Olite (cooficialmente en euskera: Erriberri) es un municipio y una ciudad española de la Comunidad Foral Navarra. Dista unos 42 km de la capital de la comunidad, Pamplona, unos 51 km de Tudela, unos 40 km de Sangüesa y unos 46 km de Estella. Tafalla está a solo 7 km. Es la cabeza de la merindad del mismo nombre, que corresponde con el mismo territorio del Partido judicial de Tafalla, por lo que, en conjunto, hace de Olite la capital de merindad más equidistante de todas las demás. Su población en 2017 fue de 3927 habitantes (INE).

## Toponimia
Su denominación en castellano, Olite es de origen romance. A ciencia cierta se desconoce su significado aunque existe algunas especulaciones sobre su origen que relacionan el nombre con Olivos, idea difundida desde muy antiguo y prueba de ello es la presencia de este árbol en el escudo de la localidad. También existe otra teoría que el nombre procedería de Ologitum que significa bastión o defensa, aunque según parece este nombre aparece en documentación antigua solo como anécdota o lapsus.
El nombre si hubiera evolucionado directamente del latín al castellano habría sido muy probablemente Olito, aunque la pérdida de la última vocal propia del navarro-aragonés diera como resultado Olit y a este posteriormente se le añadiría la vocal paragógica dando como resultado el nombre actual, como ha ocurrido en otros nombres como Murchante o Cascante.
En cuanto a su nombre en euskera, Erriberri significa tierra nueva y su origen debió ser durante La Reconquista al haber permanecido durante muchos años por aquí la frontera entre los dominios cristianos y musulmanes. En este texto del historiador Esteban de Garibay del siglo XVI, se cita de la siguiente manera:

Esta villa de Olite en la lengua Cantabra, que era la mesma que estos Vascones hablauan, es aun oy dia llamada Erriuerri, que significa tierra nueua, como lo era esta por ellos edificada, aunque otros corrompiendo el nombre dizen Arriberri, que significa piedra nueua.

Aparte de este texto, no existe otro que demuestre que el nombre de Erriberri se haya usado desde antiguo para denominar en euskera a la localidad y este podría abarcar toda la «tierra nueva» o «extremadura» que empezaba aquí.
El nombre aparece recogido en documentos antiguos de la siguiente manera: Olit (1102, NEN); Holeti (1102, NEN); Olete, Oletus (1234-1253, NEN); Oleti, Oleto (1280, NEN); Holit (1280, NEN); Olith, Olite, Olitus (1171, 1312, 1396, NEN); Ologito, Ologitum (NEN); Erriberri (1656, NEN).
A comienzos del siglo XX, la Diputación Foral de Navarra efectuó la señalización en cerámica de los nombres de los pueblos a la entrada de los mismos, utilizando las denominaciones castellana y eusquérica de los pueblos que la tenían tradicionalmente reconocida. De este modo, el pueblo quedó señalizado como Olite / Erriberri. Otra muestra del reconocimiento del nombre Erriberri son los casos de entidades de la propia ciudad que llevan dicho nombre, como, por ejemplo, el equipo de fútbol, que desde el año 1928 hasta la actualidad se denomina C.D. Erri-Berri.
Desde el año 2009 el municipio se denomina oficialmente Olite en castellano y Erriberri en euskera aunque el pleno de su ayuntamiento acordó el 2 de septiembre de 2011 pedir al Gobierno de Navarra que la denominación oficial sea solo Olite. Si bien, quedó pendiente de ser aprobado por el Gobierno de Navarra, publicado en el Boletín Oficial de Navarra y en el Registro de entidades locales de Navarra de acuerdo a la Ley de administración local de Navarra (Ley Foral 6/1990), esto nunca tuvo lugar, por lo que la denominación oficial sigue siendo en la actualidad Olite / Erriberri.
Inicialmente adscrita a la zona no vascófona por la Ley Foral 18/1986, en junio de 2017 el Parlamento navarro aprobó el paso de Olite a la Zona mixta de Navarra mediante la Ley foral 9/2017, por lo que la denominación oficial debe ser bilingüe, cosa que ya ocurría con Olite / Erriberri.
Su gentilicio es olitense u olitejo.

## Símbolos

### Bandera
La bandera de Olite está formada por un paño rectangular de proporción 2/3 de color blanco con el escudo de la ciudad en sus esmaltes en el centro.

### Escudo
El escudo de armas de la ciudad de Olite tiene el siguiente blasón: 

Trae de oro y un olivo de sínople arrancado y acompañado de dos castillos almenados y mazonados en su color. Coronado y circundado por una cadena de oro sobre fondo rojo.

 En las vidrieras del Palacio de Navarra aparece con el siguiente blasón: 

Trae de plata y un olivo de sínople coronado de oro y flanqueado de dos castillos del mismo metal almenados. Bordura de gules con las cadenas de Navarra de oro.

## Geografía
Integrado en la Zona Media de Navarra, y cabeza de la Merindad de Olite, se sitúa a 43 kilómetros de Pamplona. El término municipal está atravesado por la autopista de Navarra (AP-15) y por la carretera nacional N-121 (Pamplona-Tudela), además de por carreteras locales que conectan con San Martín de Unx y Beire. 
El relieve del municipio es predominantemente llano, pero cuenta con elevaciones aisladas (cerro Araiz, 430 metros) y algunos barrancos. El río Cidacos cruza el territorio de norte a sureste. En el extremo nororiental se encuentran las primeras estribaciones de la sierra de Ujué. La altitud oscila entre los 432 metros en el extremo nororiental (Alto de la Falconera) y los 345 metros al sur, a orillas de un barranco. El pueblo se alza a 388 metros sobre el nivel del mar. 
| Noroeste: Tafalla            | Norte: Tafalla | Nordeste: San Martín de Unx           |
| Oeste: Falces                |                | Este: Beire                           |
| Suroeste: Marcilla (exclave) | Sur: Caparroso | Sureste: Pitillas y Murillo el Cuende |

## Historia

### Prehistoria y Edad Antigua
Por los restos arqueológicos se conoce que en época imperial romana (siglo I d. C.), un fuerte cinturón amurallado defendía un pequeño altozano en el que más tarde se fundaría la villa medieval. Además alrededor del núcleo urbano actual se han encontrado restos de villas romanas. También se encontraron dinosaurios.

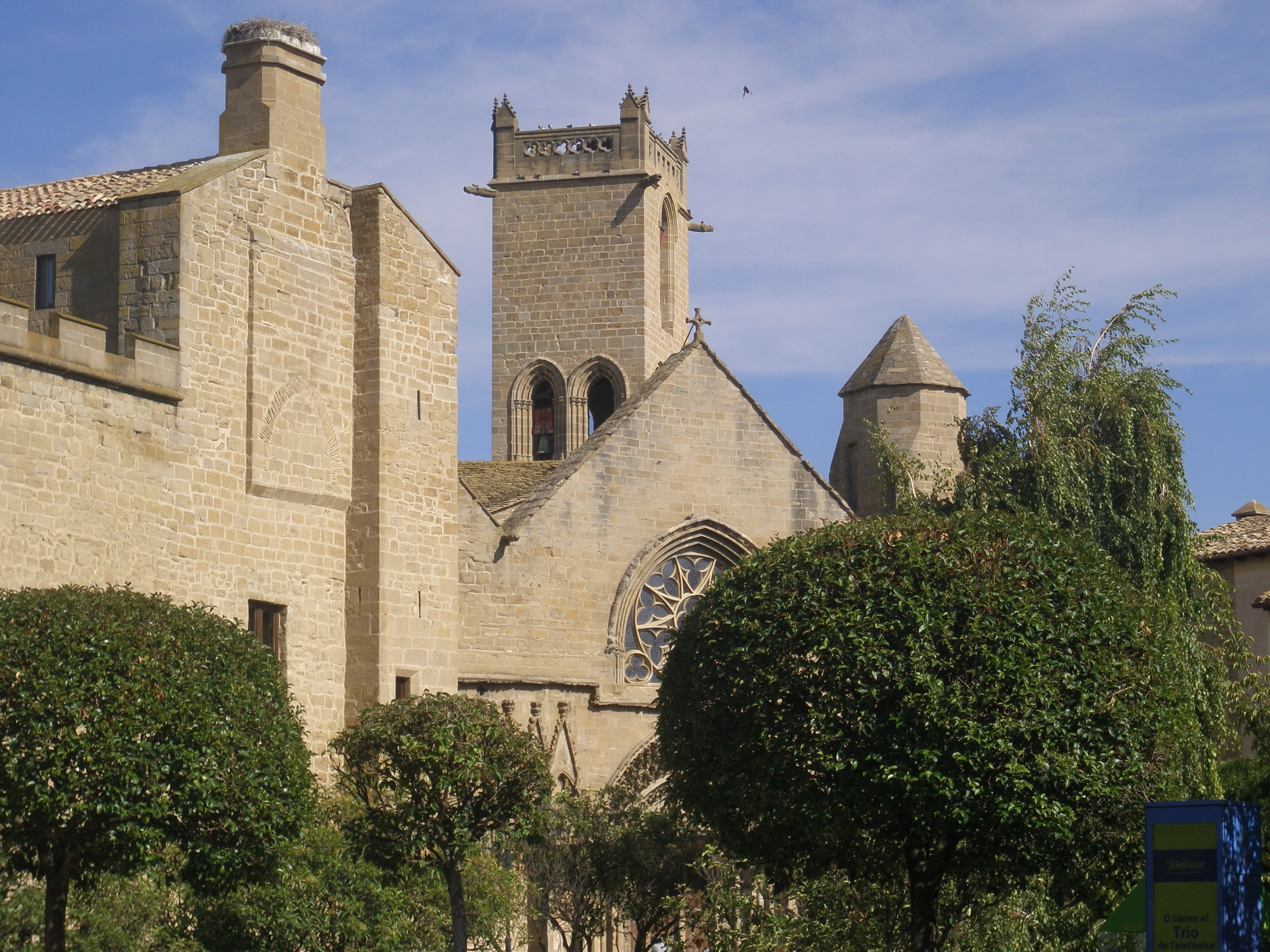
Vista del Palacio Viejo (actual parador de turismo) y de la iglesia de Santa María la Real

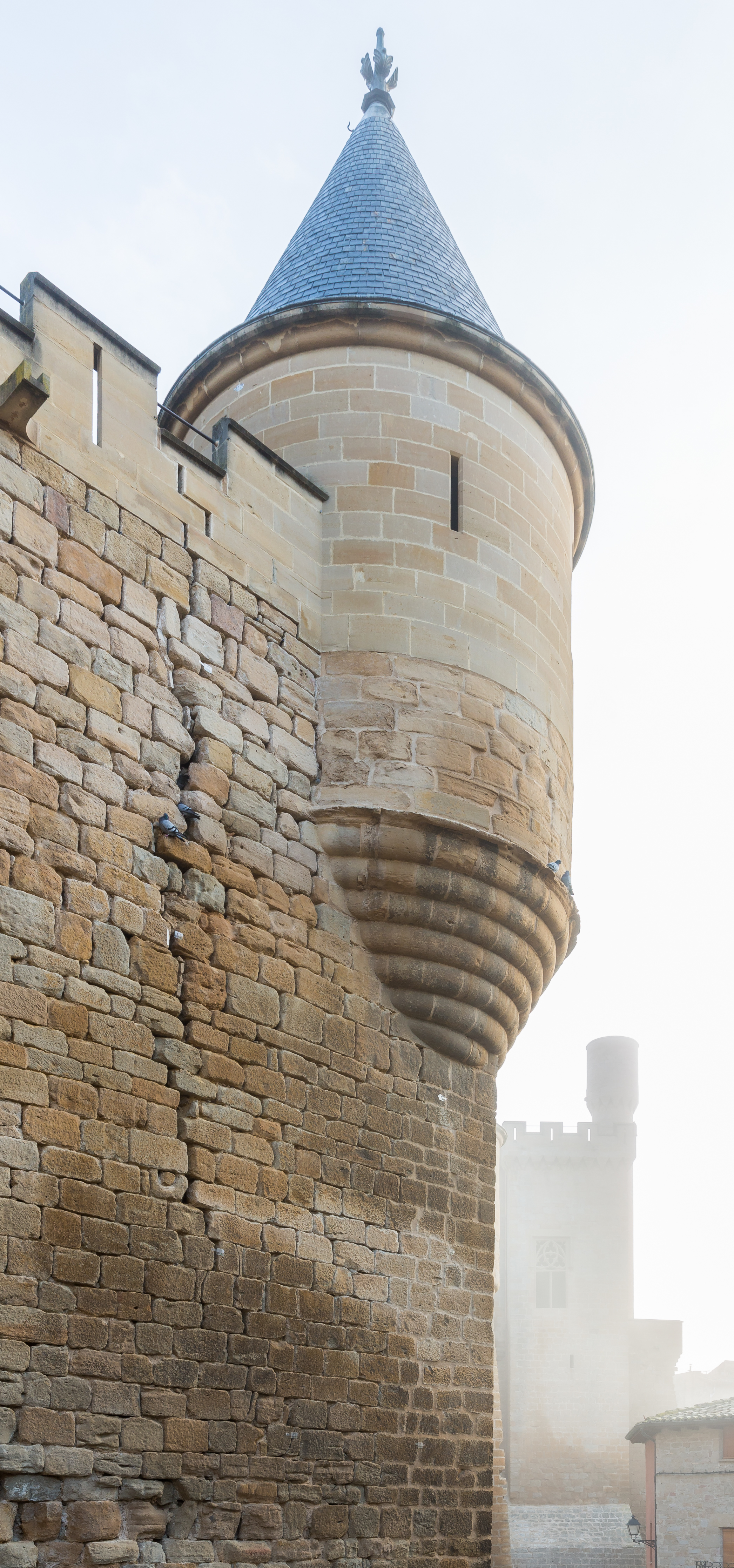
Detalle del palacio

### Edad Media
San Isidoro de Sevilla en su Historia de regibus gothorum nos ofrece la primera referencia escrita sobre Olite: según el citado obispo de Sevilla, el rey godo Suintila fundó la ciudad de Oligicus u Ologite en el 621 y la volvió a fortificar para hacer frente a los vascones. Por un privilegio dado en Estella en el año 1147, García IV Ramírez «el Restaurador», rey de Navarra, otorgó a Olite su primer fuero, el Fuero de los francos de Estella, dándoles por la misma ocasión tierras de cultivo. La promulgación del Fuero produjo una rápida expansión de Olite. Como instrumento jurídico, proporcionó a la población un ejercicio social propio (el término municipal), jurisdicción privativa y notables ventajas fiscales, así como elementos y cuadros propios de gobierno de la villa. El 17 de marzo de 1266, en Saint Denis, Teobaldo II concede a Olite quince días de feria anual, como «las tienen los burgueses de Estella», empezando el 1 de mayo. Desde ese mismo año se celebraron Cortes en Olite. En enero de 1302, Felipe y Juana, reyes de Navarra, atendiendo las peticiones de Olite, varían la fecha de la feria anual, señalando su comienzo el 2 de noviembre.

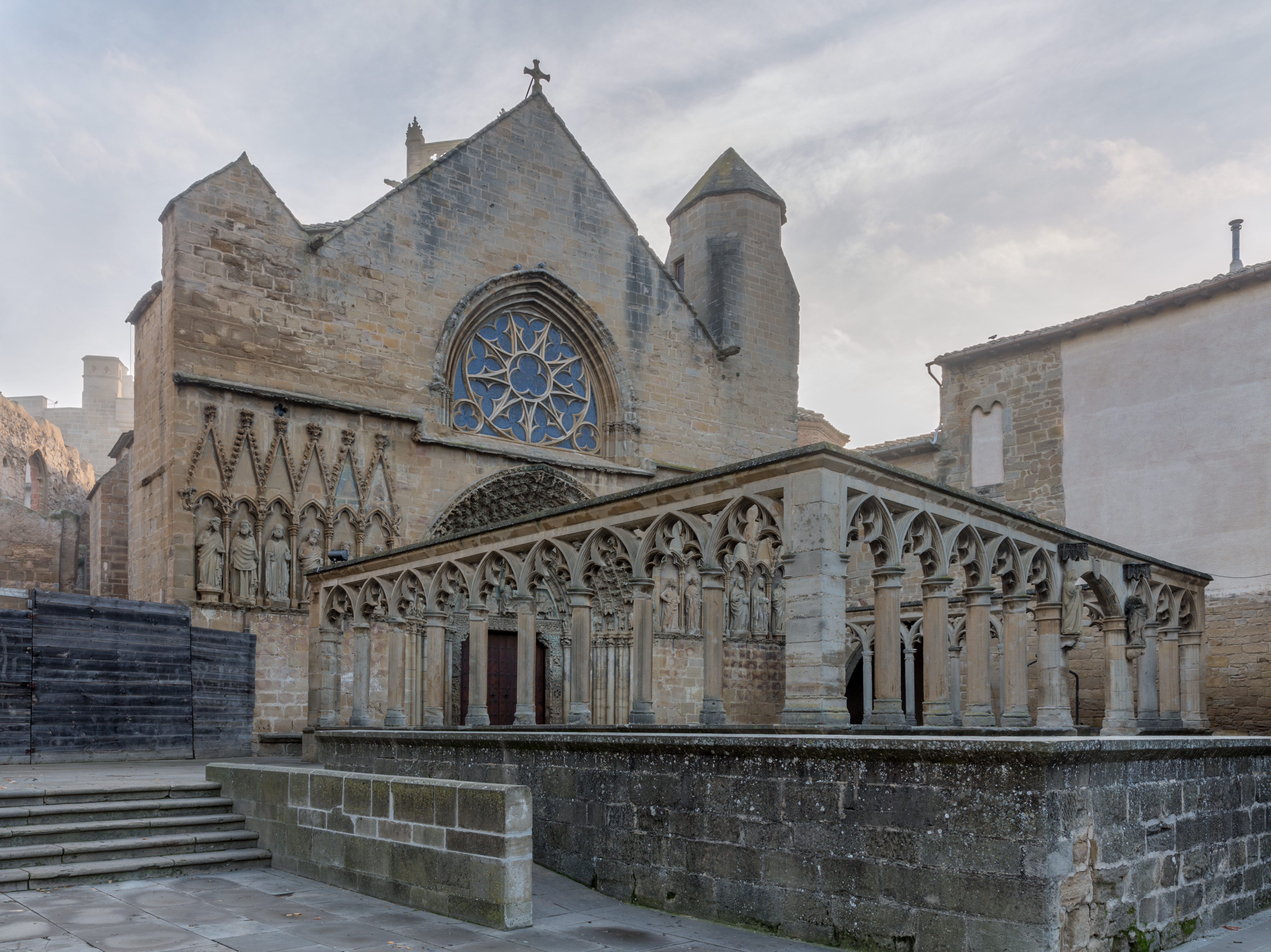
Santa María la Real de Olite

Tras siglos oscuros, la villa de Olite comenzó una etapa de esplendor durante la Baja Edad Media. Así en 1283, en la convocatoria que hace la reina Blanca de las Cortes de Navarra, aparece como una de las buenas villas que es llamada. Su relevancia queda confirmada al ser elegida como una de las sedes favoritas de los reyes de Navarra. A partir del siglo XV el rey Carlos III «el Noble» y su esposa Leonor de Trastámara comenzaron la construcción del Palacio Real de Navarra en Olite, reflejo de su época.
Es capital o cabeza de la merindad de su nombre, creada por Carlos III de Navarra en 1407.

### Edad Moderna
Más de un siglo después de la ocupación castellana de 1512, Felipe IV de Castilla le concede el título de ciudad en 1630. Desde sus brillantes momentos en el siglo XV y hasta el siglo XIX, Olite experimenta un eclipse político y un fuerte descenso demográfico.

### Edad Contemporánea
A comienzos del siglo XIX son de destacar los graves problemas de los comunales y el interesante fenómeno del cooperativismo agrario (en Olite se fundó la primera cooperativa de Navarra y tercera de España).

## Demografía
Olite cuenta con una población de 4087 habitantes (INE 2024).
| Gráfica de evolución demográfica de Olite entre 1842 y 2021 |
| |
| Población de derecho según los censos de población del INE Población de hecho según los censos de población del INEEn estos censos se denominaba Olite: 1842, 1857, 1860, 1877, 1887, 1897, 1900, 1910, 1920, 1930, 1940, 1950, 1960, 1970, 1981, 1991 y 2001 |

### Pirámide de población
Del análisis de la pirámide de población de 2009 se deduce lo siguiente:
- La población menor de 20 años es el 19,37% del total.
- La comprendida entre 20-40 años es el 27,42%.
- La comprendida entre 40-60 años es el 27,34%.
- La mayor de 60 años es el 25,86%.

Esta estructura de la población es típica del régimen demográfico moderno, con una evolución hacia el envejecimiento de la población y la disminución de la natalidad anual.

## Administración y política

### Gobierno municipal

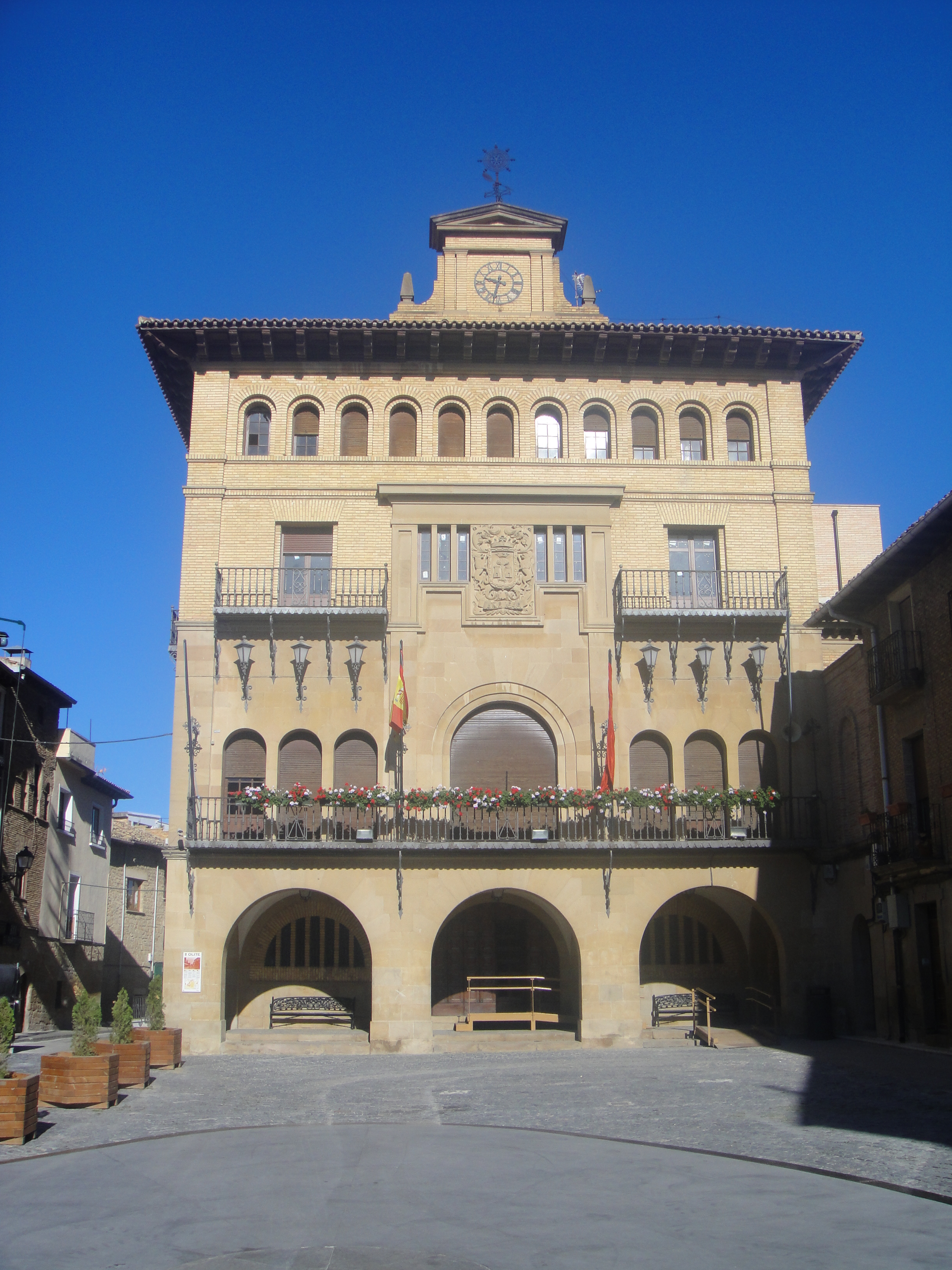
Ayuntamiento de Olite

La administración local está encomendanda a un ayuntamiento de gestión democrática cuyos componentes se eligen cada cuatro años por sufragio universal desde las primeras elecciones municipales tras la reinstauración de la democracia en España, en 1979. El censo electoral está compuesto por los residentes mayores de 18 años empadronados en el municipio, ya sean de nacionalidad española o de cualquier país miembro de la Unión Europea. Según lo dispuesto en la Ley Orgánica del Régimen Electoral General, que establece el número de concejales elegibles en función de la población del municipio, la corporación municipal olitense está formada por 11 concejales. La sede del Ayuntamiento de Olite está situada en la plaza Carlos III el Noble, 20.
| Periodo   | Nombre                        | Partido | Partido                                   |
| --------- | ----------------------------- | ------- | ----------------------------------------- |
| 1979–1983 | Javier Garde Chueca           |         | Agrupación Independiente de Olite (AIO)   |
| 1983–1987 | Francisco Javier Luna Echarri |         | Agrupación Independiente de Olite (AIO)   |
| 1987–1991 | Pablo Beorlegui Ayesa         |         | Agrupación Electoral del Pueblo (AEP)     |
| 1991–1993 | Javier Gil Ansa               |         | Partido Socialista de Navarra (PSN-PSOE)  |
| 1993–1994 | Gerardo Echeverría Lacalle    |         | Agrupación Electoral del Pueblo (AEP)     |
| 1994–1999 | Jesús Garde Valencia          |         | Unión del Pueblo Navarro (UPN)            |
| 1999–2011 | María del Carmen Ochoa Canela |         | Partido Socialista de Navarra (PSN-PSOE)  |
| 2011–2015 | Francisco Javier Legaz Egea   |         | Unión del Pueblo Navarro (UPN)            |
| 2015–2019 | Andoni Lacarra García         |         | Agrupemos Olite-Erriberri Elkartu (AO-EE) |
| 2019–act. | Maite Garbayo Valencia        |         | Agrupemos Olite-Erriberri Elkartu (AO-EE) |

| Partido político                                     | 2019               | 2019               | 2015  | 2015       | 2011  | 2011       | 2007  | 2007       | 2003  | 2003       | 1999  | 1999       | 1995  | 1995       | 1991  | 1991       |
| Partido político                                     | %                  | Concejales         | %     | Concejales | %     | Concejales | %     | Concejales | %     | Concejales | %     | Concejales | %     | Concejales | %     | Concejales |
| Agrupemos Olite-Erriberri Elkartu (AO-EE)            | 35,18              | 4                  | 47,22 | 6          | —     | —          | —     | —          | —     | —          | —     | —          | —     | —          | —     | —          |
| Navarra Suma (NA+)                                   | 34,7               | 4                  | —     | —          | —     | —          | —     | —          | —     | —          | —     | —          | —     | —          | —     | —          |
| Partido Socialista de Navarra (PSN-PSOE)             | 24,83              | 3                  | 12,04 | 1          | 27,98 | 4          | 35,34 | 4          | 40,93 | 5          | 40,44 | 5          | 20,03 | 2          | 23,34 | 3          |
| Agrupación Electoral Independiente Libre (AEIL)      | 2,25               | 0                  | —     | —          | —     | —          | —     | —          | —     | —          | —     | —          | —     | —          | —     | —          |
| Vox                                                  | 1,32               | 0                  | —     | —          | —     | —          | —     | —          | —     | —          | —     | —          | —     | —          | —     | —          |
| Unión del Pueblo Navarro (UPN)                       | Navarra Suma (NA+) | Navarra Suma (NA+) | 30,78 | 4          | 39,25 | 5          | 45,16 | 5          | 39,94 | 5          | 39,49 | 5          | 34,31 | 4          | 23,18 | 3          |
| Partido Popular (PP)                                 | Navarra Suma (NA+) | Navarra Suma (NA+) | 6,93  | 0          | 12,61 | 1          | —     | —          | —     | —          | —     | —          | —     | —          | —     | —          |
| Euskal Herria Bildu (EH Bildu)-Bildu                 | —                  | —                  | —     | —          | 8,65  | 1          | —     | —          | —     | —          | —     | —          | —     | —          | —     | —          |
| Nafarroa Bai (NaBai)                                 | —                  | —                  | —     | —          | 6,52  | 0          | 15,6  | 2          | —     | —          | —     | —          | —     | —          | —     | —          |
| Eusko Alkartasuna (EA)                               | —                  | —                  | —     | —          | —     | —          | —     | —          | 11,75 | 1          | 7,16  | 0          | 8,22  | 1          | 6,65  | 0          |
| Partido Carlista de Euskal Herria (EKA)              | —                  | —                  | —     | —          | —     | —          | —     | —          | 3,38  | 0          | —     | —          | —     | —          | —     | —          |
| Euskal Herritarrok (EH)                              | —                  | —                  | —     | —          | —     | —          | —     | —          | —     | —          | 9,79  | 1          | —     | —          | —     | —          |
| Agrupación Electoral del Pueblo (AEP)                | —                  | —                  | —     | —          | —     | —          | —     | —          | —     | —          | —     | —          | 26,91 | 3          | 31,08 | 4          |
| Plataforma de Independientes de España (PIE)         | —                  | —                  | —     | —          | —     | —          | —     | —          | —     | —          | —     | —          | 7,45  | 1          | —     | —          |
| Agrupación Progresista Independiente de Olite (APIO) | —                  | —                  | —     | —          | —     | —          | —     | —          | —     | —          | —     | —          | —     | —          | 14,29 | 1          |

### Transportes y comunicaciones

#### Red viaria
La carretera NA-8602, que corresponde a un antiguo tramo de la carretera nacional N-121 antes de la construcción de la variante de Olite atraviesa la localidad partiendo de ésta en ambos extremos. La carretera nacional N-121 comunica Olite con Pamplona, el norte de Navarra y con San Sebastián en una dirección y con Tudela, sur de Navarra, Madrid y Zaragoza en la otra dirección. Este recorrido también se puede efectuar en ambas direcciones por la Autopista de Navarra (AP-15) de la cual existe un enlace en la N-121 próximo a la localidad.
También existen otras carreteras locales que comunican a Olite con Peralta, San Martín de Unx y Beire.
| Identificador | Denominación                | Itinerario |
| ------------- | --------------------------- | --- |
| AP-15         | Autopista de Navarra        | Tudela PK. 208,53 de AP-68 a Pamplona PK. 83,13 de A-15 (Ronda de Pamplona Oeste) Berriozar PK. 96,20 de A-15 (Ronda de Pamplona Oeste) a Irurzun PK. 112,15 de A-15 (Autovía de Leizarán) |
| N-121         | Pamplona-Tudela             | Pamplona PK. 80,85 de AP-15 a Valtierra (Cruce de los Abetos) N-113 |
| NA-6620       | Olite-NA-115                | Olite a PK. 4,00 de la carretera NA-115. |
| NA-5300       | San Martín de Unx-Olite]]   | PK. 44,49 de la carretera NA-132 a PK. 0,57 de la carretera NA-5303. |
| NA-5301       | Olite-Beire                 | PK. 0,72 de la carretera NA-5303 a Beire. |
| NA-5303       | Vuelta al castillo de Olite | PK 40,66 de la carretera NA-8602 a PK 41,27 de la carretera NA-8602. |
| NA-8602       | Acceso a Olite              | PK. 38,46 de la carretera N-121 – Olite – PK. 42,92 de la carretera N-121. |

#### Autobús interurbano
La compañía de autobuses Conda, en su línea Pamplona-Zaragoza. El recorrido de la línea es el siguiente:
- Pamplona – Noáin – Tiebas-Muruarte de Reta – Barásoain – Pueyo – Tafalla – Olite – Caparroso – Valtierra – Arguedas – Tudela – Ribaforada – Buñuel – Cortes – Mallén y Zaragoza.

Esta misma compañía también tiene una línea entre Pamplona y Lodosa con parada en la localidad.

#### Ferrocarril
Por Olite pasa la línea de ferrocarril que une las localidades de Castejón y Alsasua. La estación de Olite tiene servicios de Media Distancia operados por Renfe Operadora que unen la localidad con Zaragoza, Pamplona, Vitoria o Tudela, entre otras.

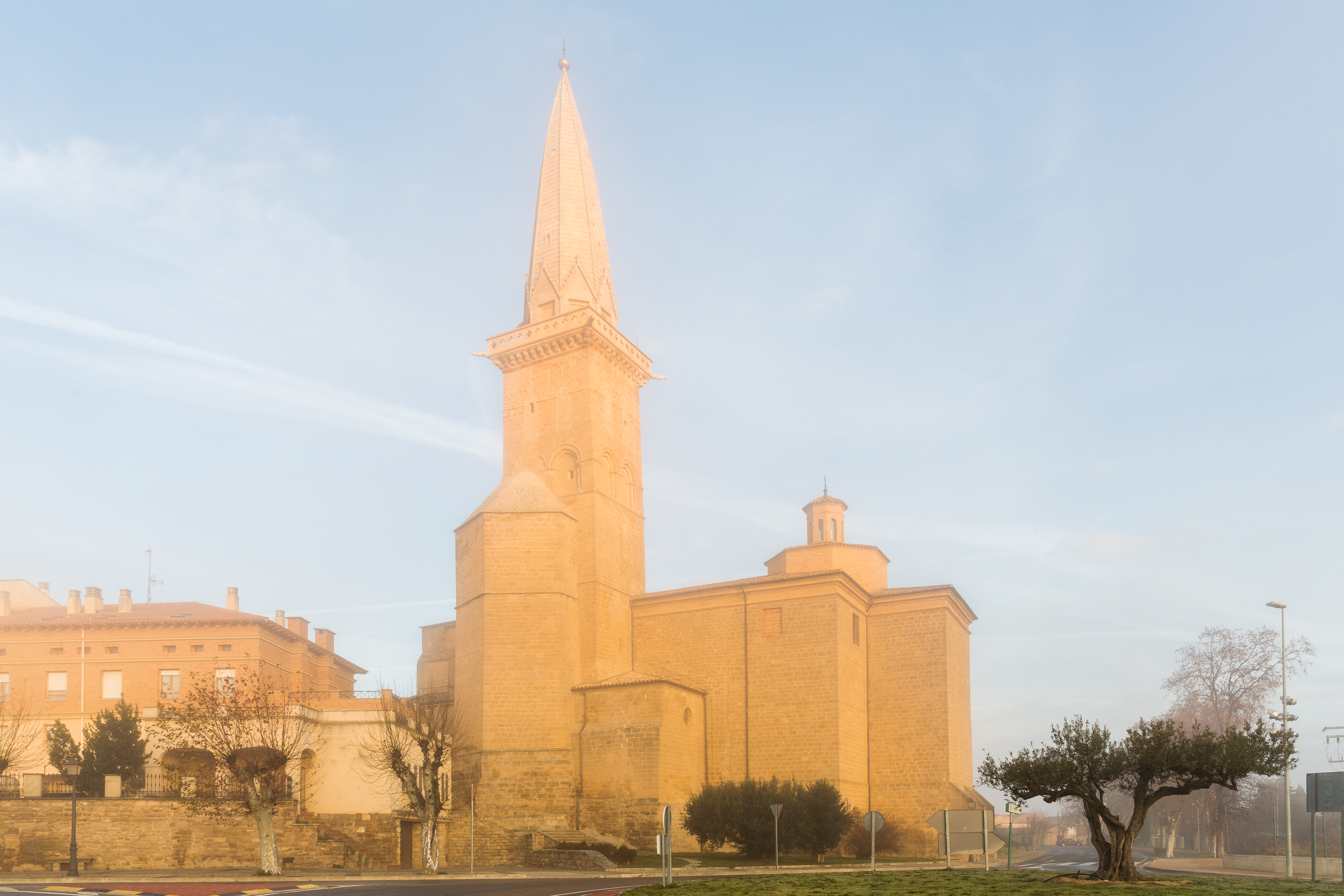
Iglesia de San Pedro

## Edificios religiosos
Vea también: Bienes de interés cultural en Olite

### Iglesia de San Pedro
Es la iglesia más antigua de Olite actualmente conservada. Fue iniciada en un estilo románico, pasó a un gótico cisterciense y ampliada con posterioridad en época barroca. Destacan la portada y el claustro románicos. El gótico pervive en la torre de aguja (de 54 m de altura), coronada por una airosa flecha (siglo XIV) y llamada también Alta Torre, en la torre del Campanal y en el coro (siglo XIV), y en la capilla del Cristo (siglo XVI).

### Iglesia de Santa María La Real

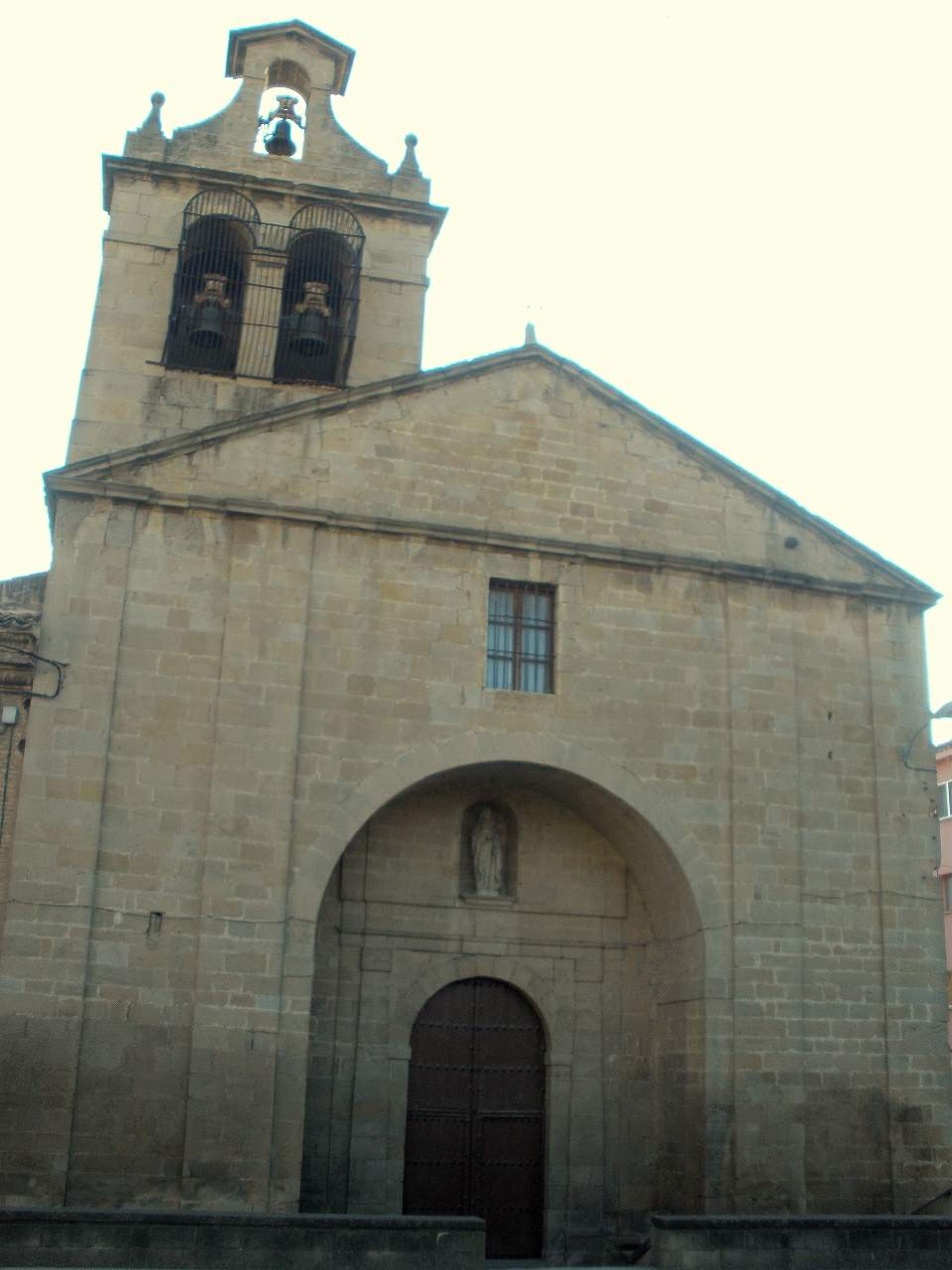
Convento de Santa Engracia

Iglesia gótica iniciada durante el primer tercio del siglo XIII con influencias cistercienses, avanzando hacia la fachada que se acabó hacia el año 1300 ya en un gótico pleno.en la que destacan su fachada, su portada y su retablo renacentista de Pedro de Aponte. El atrio se añadió hacia 1432. En 1767-1773 se amplió la iglesia con la capilla del Cristo. En la década de los setenta del siglo pasado se derribaron los edificios sobre el atrio, el espacio de la sacristía pasó a formar parte del patio del Palacio y la capilla del Cristo se acomodó para sacristía. La torre aprovecha un primer cuerpo de un torreón romano de grandes sillares almohadillados; el remate es moderno (1918). La vidriera del rosetón (1998) es obra del vitralista local Alberto Chueca.

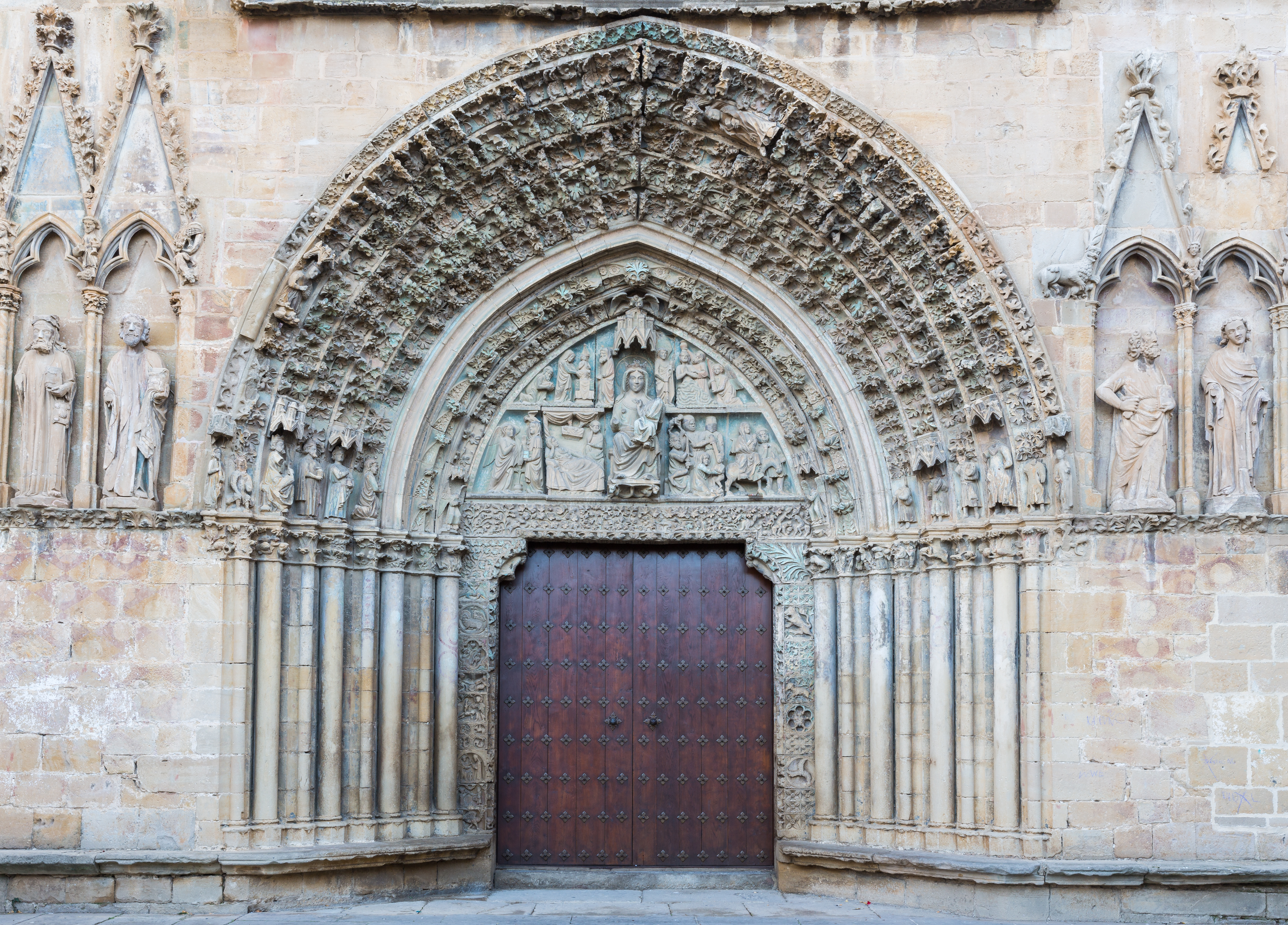
Portada de Santa María

Fue declarada Bien de Interés Cultural del patrimonio español con el código RI-51-0000307

### Monasterio de Santa Engracia
Anteriormente fuera casa-hospital mayor de la orden de San Antonio Abad. Situado extramuros, fue una fundación del siglo XIII prácticamente reconstruido entre 1607 y 1612 por el maestro de obras Miguel de Celaya. En 1718 se efectuaron obras de importancia, fecha inscrita en el dintel de la puerta interior de la entrada.
Desde el 2 de octubre de 1804 el edificio acoge a las clarisas que salieron el 17 de octubre de 1794 del monasterio de Santa Engracia de Pamplona, fundado en el siglo XIII extramuros de la ciudad, y que fue demolido por motivos estratégicos militares durante la Guerra de la Convención.
La fachada presenta sencilla estructura conventual con espadaña. En el centro se abre un nicho semicircular y en una hornacina la talla de Santa Clara. Preside la fachada, sobre la puerta de acceso, un escudo de Navarra-Evreux en alabastro.

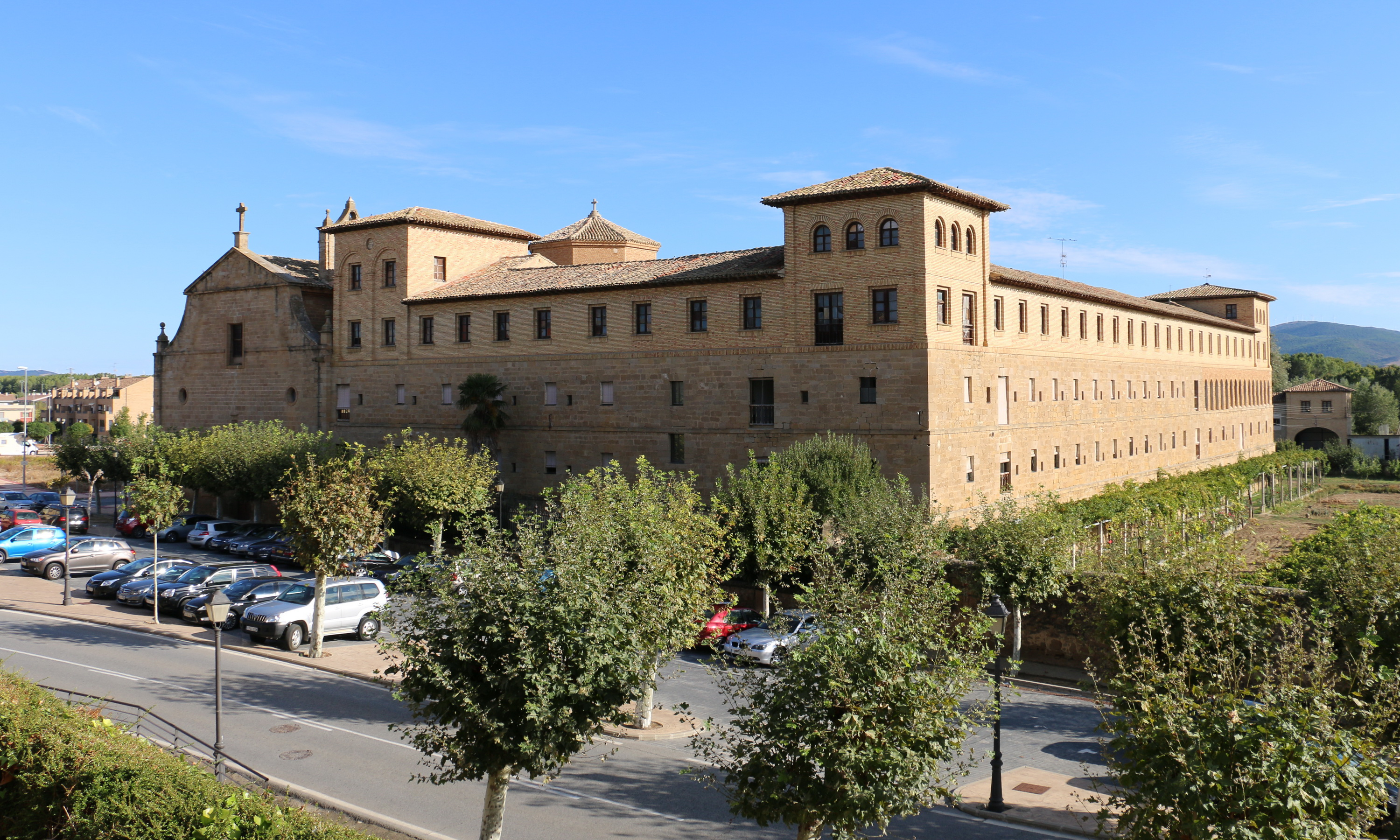
Convento de San Francisco

### Convento de San Francisco
La primera morada de los frailes franciscanos fue un edificio modesto; en el siglo XIII reciben el apoyo económico de Teobaldo II para las obras y en tiempos de Juana II y Carlos II se culminaría la construcción del convento. Ya en época de Carlos III y su hija Doña Blanca (siglo XV) corresponde la actual portada y sepulcros góticos.

## Edificios civiles

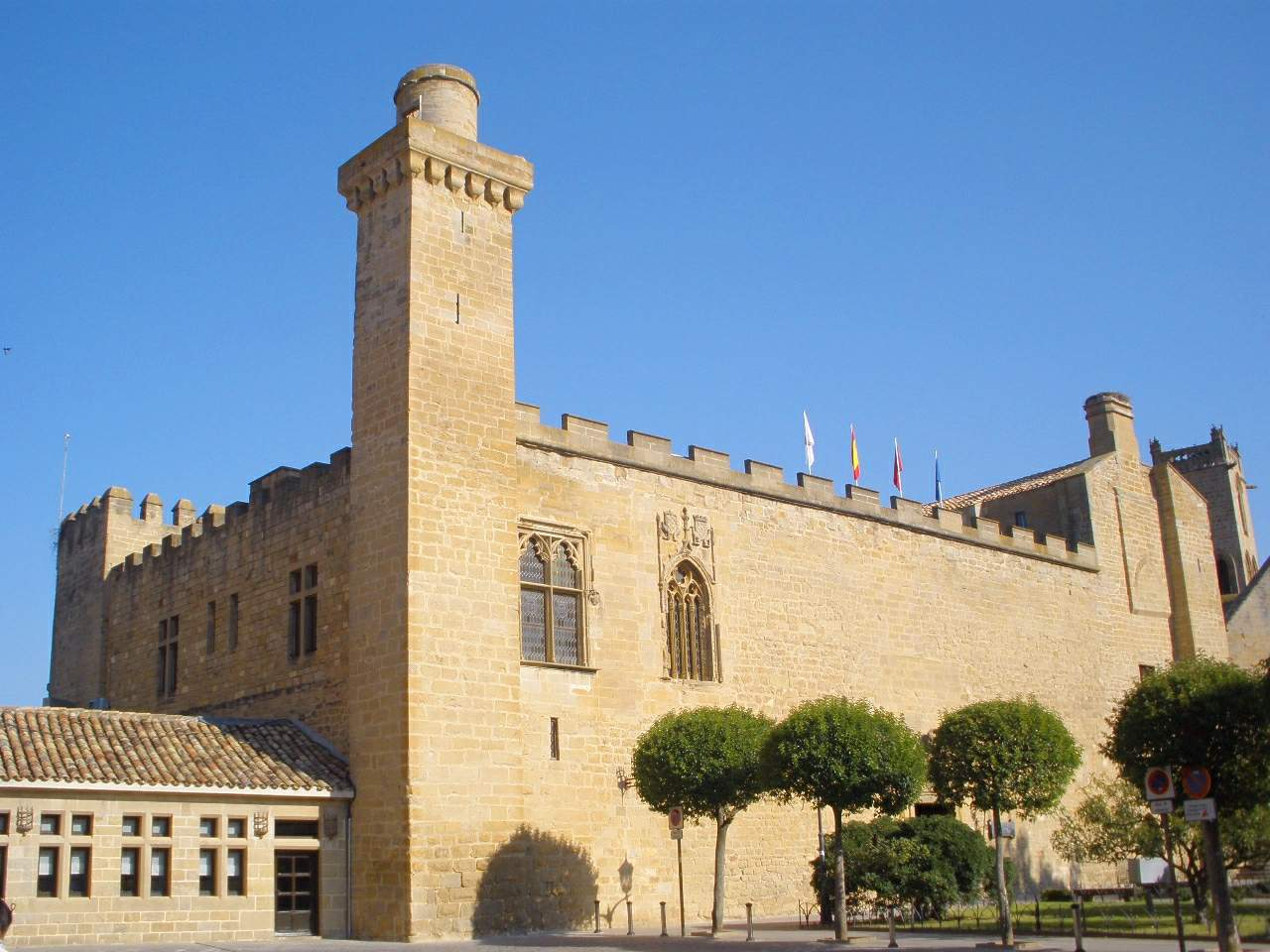
Palacio de los Teobaldos o Palacio Viejo

### Palacio Viejo o de los Teobaldos
A partir de una construcción romana, se construyó un primer castillo defensivo en época del rey Sancho VII, el Fuerte (siglos XII–XIII). Siendo mejorado por sus sucesores Teobaldo I y Teobaldo II. 
Desde 1966 que fue cedido al gobierno español, que asumió su restauración, se ubica el Parador de Turismo Príncipe de Viana.

### Palacio de los Reyes de Navarra

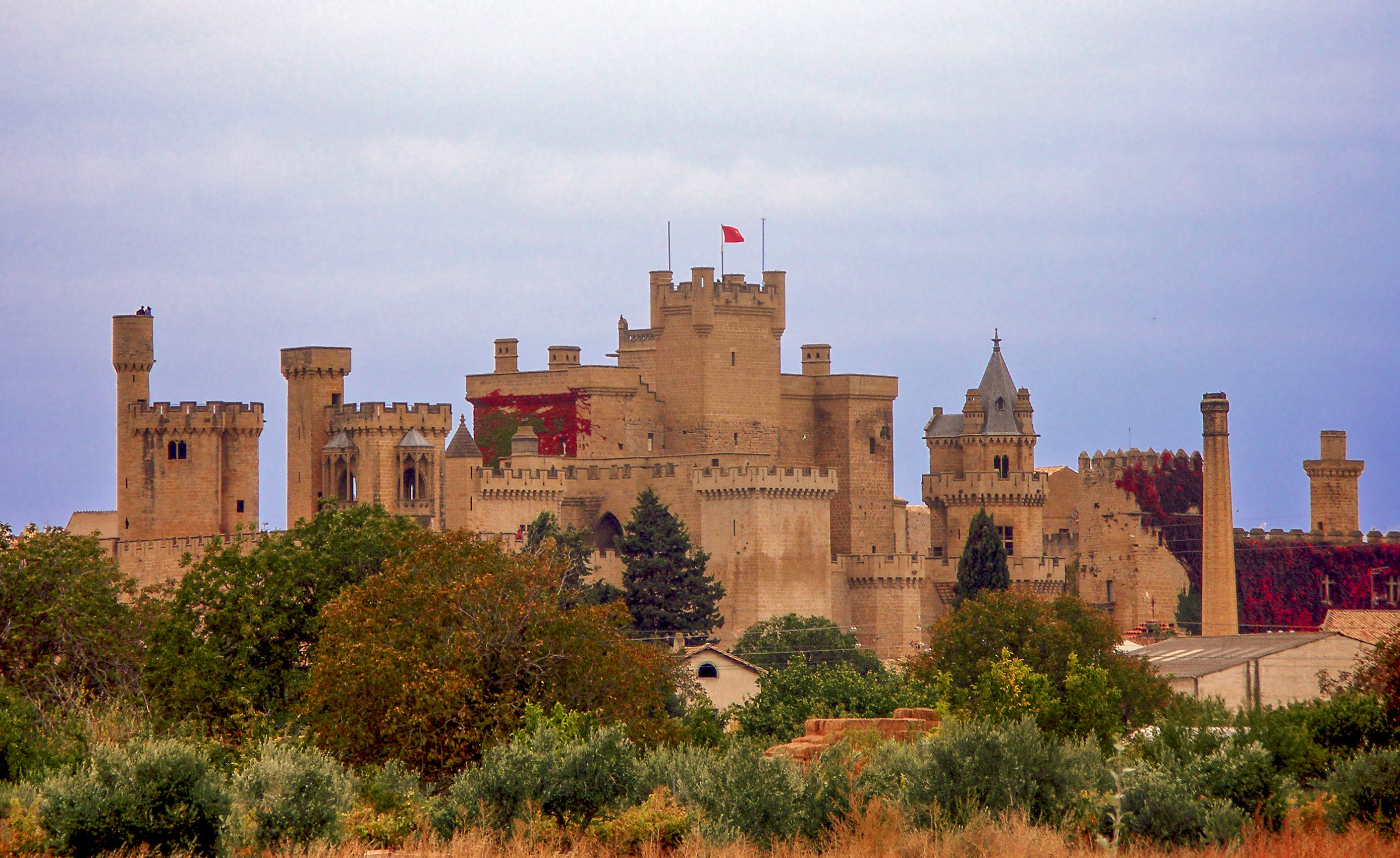
Palacio de los Reyes de Navarra

Fue Carlos III «el Noble», quien en el siglo XIV comenzó la ampliación del anterior dando lugar al Palacio de los Reyes de Navarra. Aunque casi todos lo llaman «castillo», lo correcto es referirse a él como «palacio», ya que se trata de una construcción con carácter cortesano, donde los aspectos residenciales prevalecieron sobre los militares (defensa).

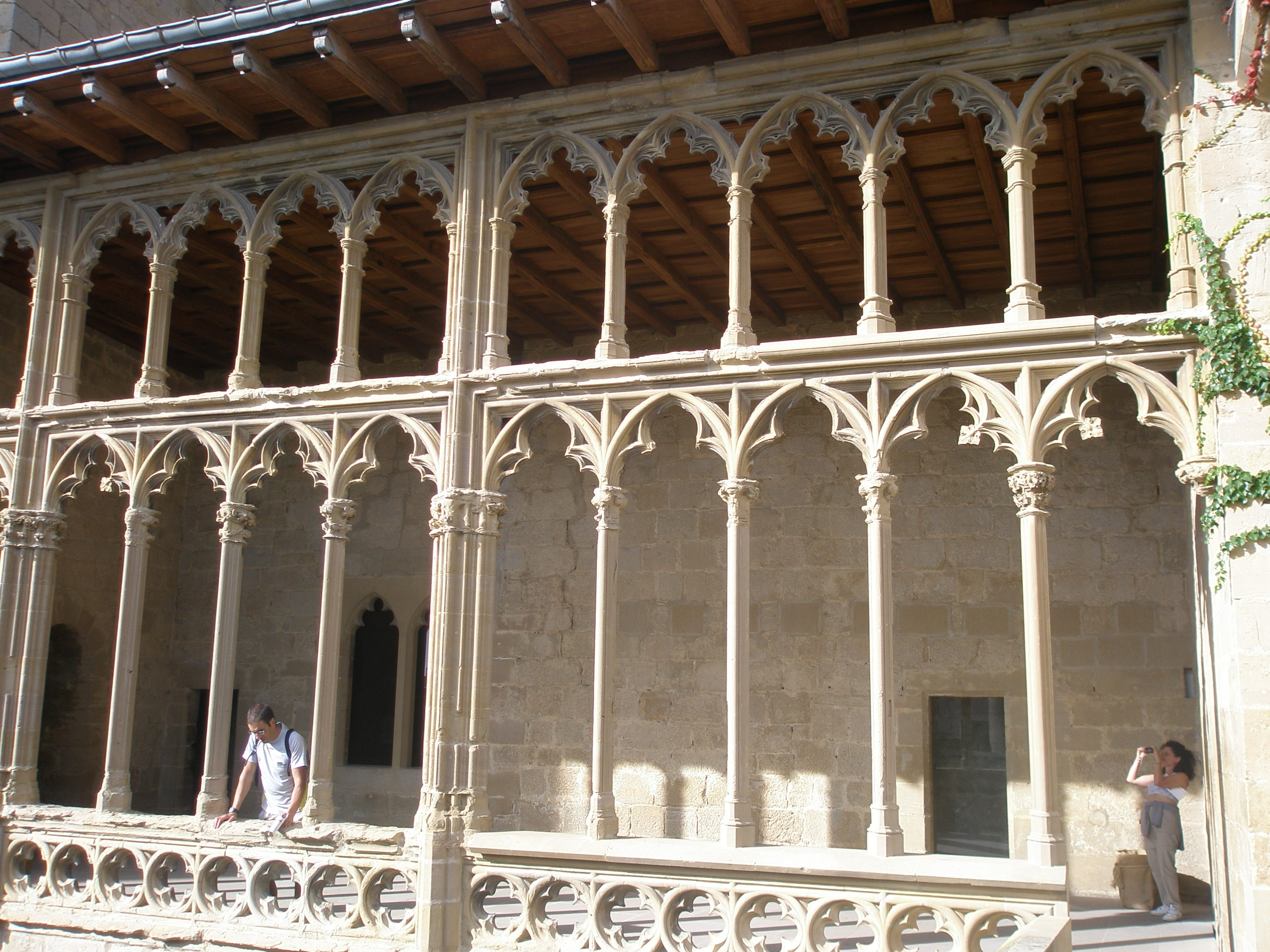
Galería de la Reina

Uno de sus principales encantos es el aparente desorden de su diseño. Esto se debe a que su construcción nunca se afrontó como un proyecto de conjunto, debiéndose el resultado final a las continuas obras de ampliación y reformas que se sucedieron durante siglos, aunque la mayor parte de las obras se realizaron entre finales del siglo XIV y principios del siglo XV. El entonces rey de Navarra, Carlos III «el Noble», decidió convertir el palacio existente en sede real permanente y dotarla de todo el ornamento propio de estas.
El conjunto formado por sus estancias, jardines y fosos, rodeados por las altas murallas y rematados por las numerosas torres, le confieren una espectacular y mágica silueta. En su época, llegó a ser considerado como uno de los más bellos de Europa. En él podremos diferenciar claramente dos recintos: el Palacio Viejo, convertido en Parador Nacional de Turismo, y el Palacio Nuevo. Tras la invasión de Navarra a principios del siglo XVI por parte de Castilla, el estado de abandono en el que quedó inmerso el palacio hizo que este fuera deteriorándose progresivamente. Este proceso culminó con el incendio ordenado por el guerrillero Espoz y Mina durante la Guerra de la Independencia Española (1813), ante el temor de que en él se fortificaran las tropas francesas de Napoleón.
El estado actual del edificio es fruto de una restauración, todavía sin concluir, iniciada a principios del siglo XX, y basada en el proyecto con el que los arquitectos José y Javier Yárnoz ganaron el concurso convocado para ese fin. La intención de esta compleja labor es la de recuperar la estructura original del palacio. Así, podremos distinguir entre lo que se corresponde con el edificio original, y lo que se debe a su restauración. Sin embargo, la riquísima decoración interior que revestía sus muros se ha perdido para siempre, al igual que los jardines exteriores que lo rodeaban.

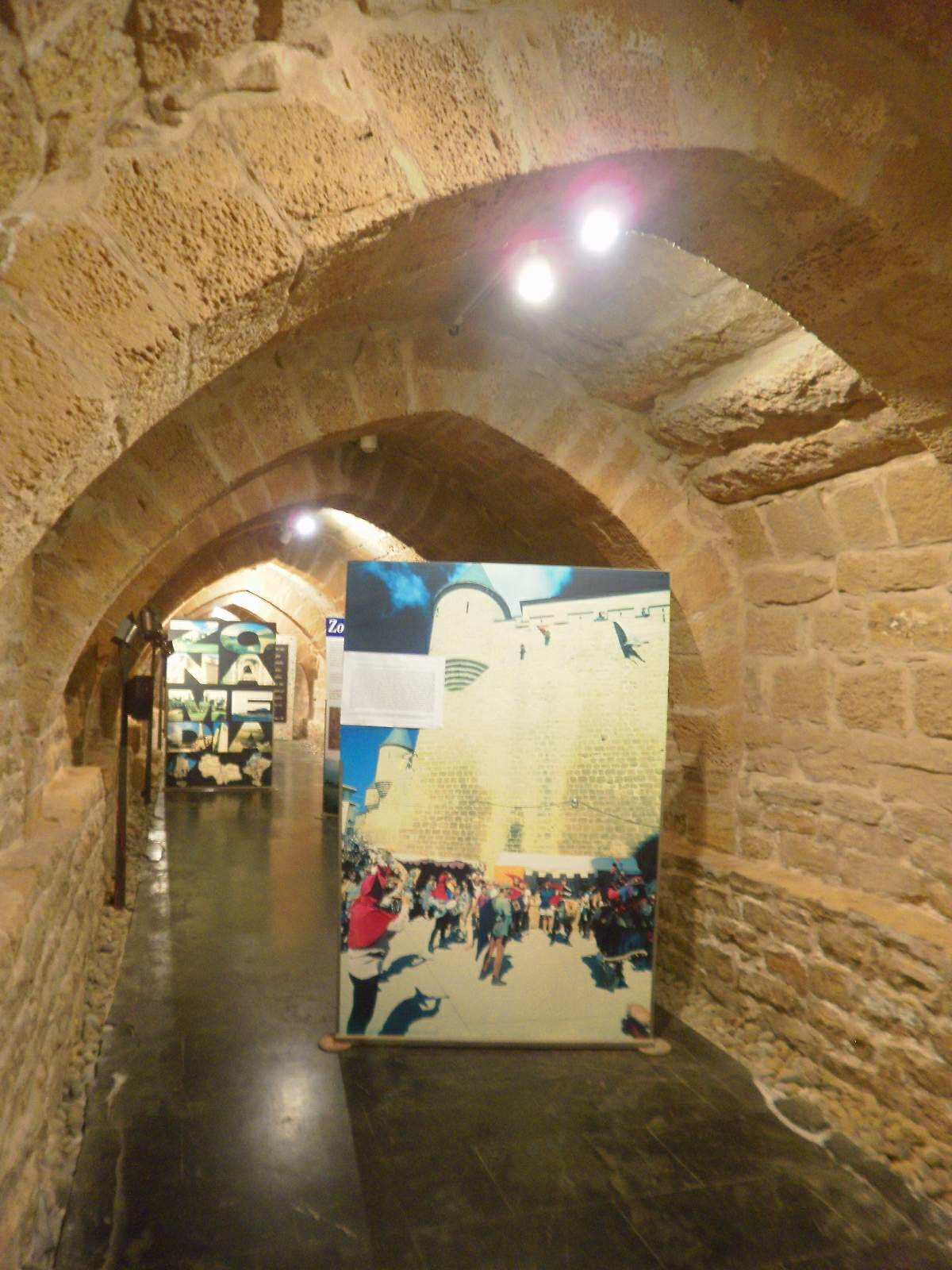
Galerías medievales en la plaza de Carlos III

### Galerías medievales
La principal se encuentra en la plaza Carlos III y es accesible al público desde 1987. Hay otras como la más veterana, junto al portal de San Francisco, que sirvió de cava para envejecer vino durante el siglo pasado. Otras galerías se han descubierto durante las obras de saneamiento en el Portal de Tudela en 1998. Restos de las galerías del portal de Falces salieron durante las obras de la carretera e, igualmente, obras de saneamiento mostraron restos de las galerías junto al portal del Fenero.
Las galerías de la plaza se corresponden con los puentes del portal sur del primitivo «cerco de dentro». En el siglo XIII pierden su función defensiva pasando a servir como taller de cantería, mercado, etc.

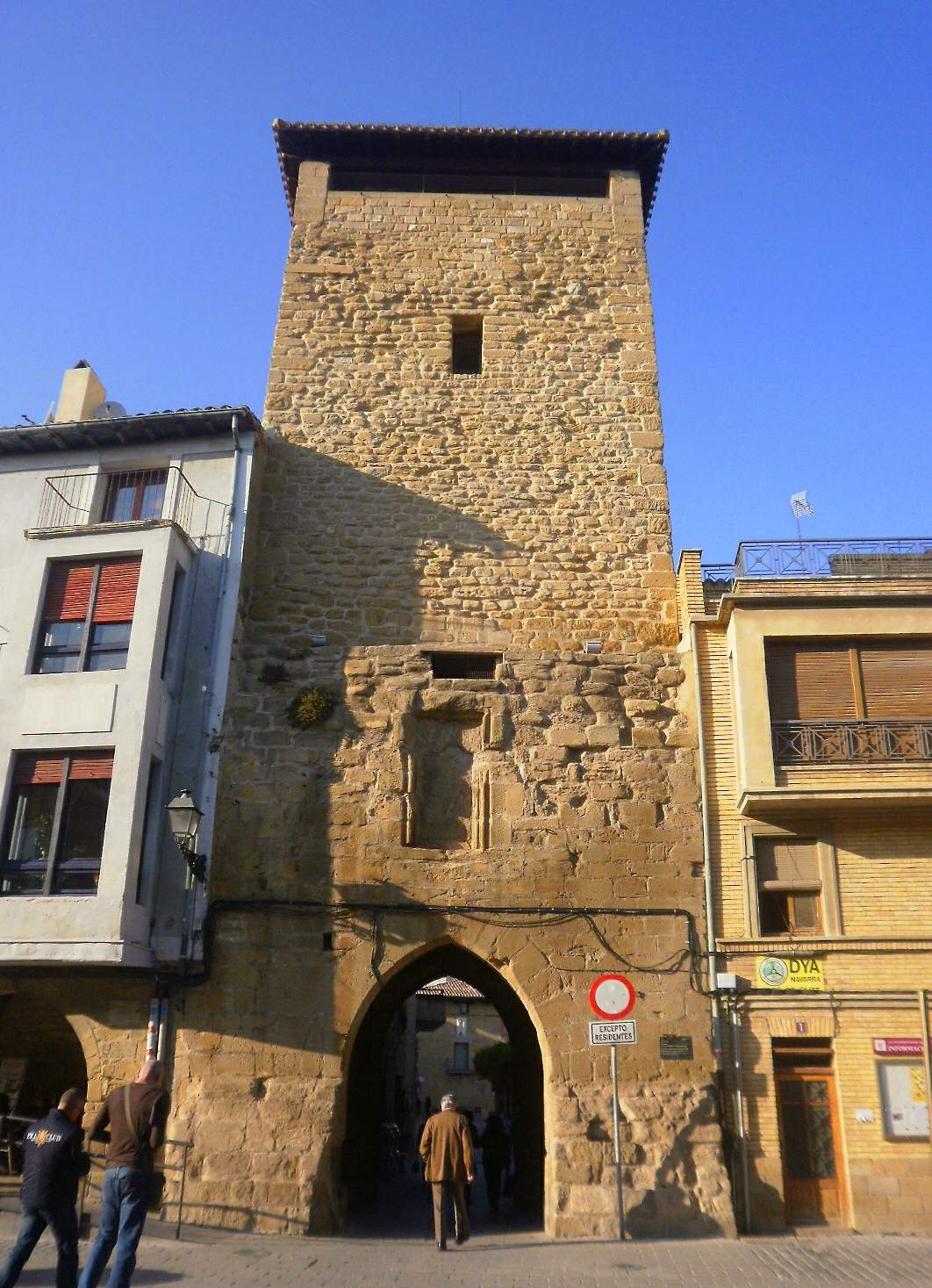
Torre del Chapitel

### Torre del Chapitel
Portal del recinto amurallado romano y medieval, «cambra del Concejo», casa del mercado (chapitel), torre del reloj y “de la queda”, todas estas actividades se aúnan en la historia de la torre del Chapitel.
La torre del Chapitel es, después del Palacio Real, el edificio de arquitectura civil más emblemático de Olite.

### Murallas
Olite conserva tramos del recinto amurallado de la época romana, adosados a viviendas. Se construyó para demarcar el término municipal y vigilar toda la zona, defendiéndose así de posibles ataques enemigos.

## Cultura

### Fiestas y eventos
- Fiestas patronales. En honor de la Exaltación de la Santa Cruz, se celebran del 13 al 19 de septiembre, aunque en realidad los patrones de Olite son San Pedro (29 de junio) y la Inmaculada Concepción (8 de diciembre).
- Fiestas medievales reunido durante un fin de semana del mes de agosto. También se engalana el pueblo con pendones medievales y se realizan diferentes actos. Desde 2018, tras 25 ediciones, fueron declaradas de Interés Turístico de Navarra.[19]
- Festival de Teatro Clásico de Olite, celebrado en el Palacio Real de Olite y otras localizaciones, alrededor de la segunda quincena de julio.
- Santa Brígida. Romería a la ermita de Santa Brígida, en el monte Encinar. Se celebra el sábado más próximo al 22 de mayo. Las cuadrillas acuden a comer a dicho lugar.
- Virgen del Cólera, el 25 de agosto. Celebrada desde 1885, año en que se establece la fiesta tras una epidemia de cólera morbo.
- Fiesta de la Vendimia. Último fin de semana de agosto o primero de septiembre. Se celebran diferentes actos, como la extracción del primer mosto y la degustación de vinos de la denominación de origen Navarra.